# Спрингфилд (Јужна Каролина)
Спрингфилд (енгл. Springfield) град је у америчкој савезној држави Јужна Каролина.

## Демографија
По попису из 2010. године број становника је 524, што је 20 (4,0%) становника више него 2000. године.
| Група             | 2000.       | 2010.       |
| Белци             | 350 (69,4%) | 316 (60,3%) |
| Афроамериканци    | 148 (29,4%) | 186 (35,5%) |
| Азијати           | 1 (0,2%)    | 4 (0,8%)    |
| Хиспаноамериканци | 4 (0,8%)    | 4 (0,8%)    |
| Укупно            | 504         | 524         |